# El último mono
El último mono fue un programa de televisión humorístico creado y presentado por el cómico sevillano Manu Sánchez, emitido los domingos en La Sexta. Se estrenó el 12 de abril de 2015, siendo bien acogido por crítica y público, con un 9,3% de cuota de pantalla y 861.000 espectadores. Empezó como un programa de late-night, sin embargo, sucesivas reestructuraciones en la parrilla de La Sexta ocasionadas por la reducción de duración de El objetivo y el final de temporada de Salvados ocasionaron que fuera adelantando su hora de inicio hasta emitir sus últimas entregas en horario central, a las diez y media de la noche. El programa  finalizó el 7 de junio de 2015, con una única temporada debido a falta de audiencia.

## Historia
El 13 de febrero de 2015 se anunció que Manu Sánchez tendría su propio late night en la noche de los domingos de laSexta, producido por su propia productora, 16 Escalones. El programa contaría con invitados especiales en cada entrega, así como con diferentes colaboradores, algunos de ellos habituales en otros espacios conducidos anteriormente por Manu Sánchez.
El miércoles 8 de abril se anunció el estreno del programa, para el domingo 12 de abril, con Jordi Évole como primer invitado estrella.

## Colaboradores y secciones
- Cabeceras: Cada programa arranca con una cabecera distinta; todas ellas protagonizadas por Manu Sánchez.
- Monólogo: Al comenzar el programa, entra Manu Sánchez al plató y antes de dar paso al invitado de la noche; delante de la mesa, realiza un discreto monólogo para introducir al invitado.
- Juan Luis Cano: Mientras Manu Sánchez habla con el invitado, este da paso a Juan Luis Cano; que debate junto con el invitado y con Manu un asunto "intelectual".
- El Mundo Today: Juanra Bonet "conecta" con plató desde una supuesta redacción donde repasa las 'noticias' del conocido diario humorístico.
- La Pizarra: Manu Sánchez se levanta para ir a una pizarra explicando junto con su particular dosis de humor un tema de actualidad.
- Javier Sierra: Javier Sierra acude al plató para contarle a Manu Sánchez algo relacionado con el misterio y la intriga.
- Valerie Tasso: Valerie Tasso habla en plató de sexo y sexualidad, y atiende preguntas de los telespectadores.
- Falsos invitados - Imitaciones: Se da paso a un supuesto invitado adicional que resulta ser una parodia satírica, normalmente ejecutada por Leonor Lavado.

## Episodios y audiencias
| Temporada | Temporada | Episodios | Estreno             | Final              | Audiencia media | Audiencia media | Audiencia media |
| Temporada | Temporada | Episodios | Estreno             | Final              | Espectadores    | Cuota           |                 |
| --------- | --------- | --------- | ------------------- | ------------------ | --------------- | --------------- | --------------- |
|           | 1         | 8         | 12 de abril de 2015 | 7 de junio de 2015 | 672 000         | 6,6%            |                 |

### Primera temporada: 2015
| N.º Episodio | Invitados                                           | Dirección                      | Guion        | Fecha de emisión    | Audiencia      |
| ------------ | --------------------------------------------------- | ------------------------------ | ------------ | ------------------- | -------------- |
| 1            | «Jordi Évole»                                       | Manu Sánchez y Rafael C. López | 16 Escalones | 12 de abril de 2015 | 861 000 (9,3%) |
| 2            | «Javier Sardá y Carlos Latre»                       | Manu Sánchez y Rafael C. López | 16 Escalones | 19 de abril de 2015 | 793 000 (9,0%) |
| 3            | «María León»                                        | Manu Sánchez y Rafael C. López | 16 Escalones | 26 de abril de 2015 | 475 000 (5,8%) |
| 4            | «José Mota y Mariano Peña»                          | Manu Sánchez y Rafael C. López | 16 Escalones | 3 de mayo de 2015   | 421 000 (5,2%) |
| 5            | «Andrés Pajares, Fernando Esteso y Santiago Segura» | Manu Sánchez y Rafael C. López | 16 Escalones | 10 de mayo de 2015  | 406 000 (5,3%) |
| 6            | «Iñaki López»                                       | Manu Sánchez y Rafael C. López | 16 Escalones | 17 de mayo de 2015  | 628 000 (5,7%) |
| 7            | «Cristina Pedroche, Risto Mejide y Tricicle»        | Manu Sánchez y Rafael C. López | 16 Escalones | 31 de mayo de 2015  | 914 000 (6,6%) |
| 8            | «Ana Pastor, Rozalén y Carlos Rodríguez Braun»      | Manu Sánchez y Rafael C. López | 16 Escalones | 7 de junio de 2015  | 877 000 (5,6%) |